# 10154 Танукі
10154 Танукі (10154 Tanuki) — астероїд головного поясу, відкритий 31 жовтня 1994 року.
Тіссеранів параметр щодо Юпітера — 3,606.
Названо на честь озера Танукі (яп. たぬき(田貫) танукі).